# Aleksandra Sikora
Aleksandra Sikora est une joueuse de football polonaise née le 7 février 1991 à Czarnocin en Poméranie occidentale (nord-ouest de la Pologne). Elle évolue au poste de défenseure à la Juventus ainsi qu'en équipe de Pologne.

## Biographie
Née à Czarnocin en Poméranie occidentale, au nord-ouest de la Pologne, Aleksandra Sikora part ensuite étudier dans le domaine du sport à Konin, à près de 400 kilomètres de chez elle. Elle en profite alors pour jouer avec le club de la ville, le Medyk Konin, pensionnaire à l'époque de deuxième division, et y fait ses débuts à l'âge de seize ans.
Malgré ses capacités de buteuse (65 buts avec Konin), ses différents entraîneurs la font passer de l'attaque à la défense.
À l'été 2017, elle part pour l'Italie et le club de Brescia. À égalité de points avec la Juventus au terme de la saison, le titre de champion se joue finalement lors d'un match de barrage, perdu par Brescia aux tirs au but (Sikora transforme le sien).
En juillet 2018, quelques semaines après la fermeture de la section professionnelle du club de Brescia, elle s'engage avec la Juventus, championne d'Italie en titre.

## Palmarès
- Avec le Medyk Konin :
  - Vainqueur de la Coupe de Pologne en 2013, 2014, 2015, 2016 et 2017
  - Championne de Pologne en 2014, 2015, 2016 et 2017
- Avec Brescia :
  - Vainqueur de la Supercoupe d'Italie féminine en 2017
  - Finaliste de la Coupe d'Italie en 2018
- Avec la Juventus :
  - Championne d'Italie en 2019
  - Vainqueur de la Coupe d'Italie en 2019

- Avec l'équipe de Pologne :
  - Finaliste de l'Algarve Cup en 2019